# Río Yellowstone
El río Yellowstone (del inglés: Yellowstone River) es un río del noroeste de Estados Unidos que fluye en dirección noreste a través de los estados de Wyoming, Montana y Dakota del Norte hasta desaguar en el río Misuri —del que es su quinto más largo afluente, tras los ríos Platte, Kansas, Milk y James— cerca de Williston y del lago Sakakawea. Tiene una longitud de 1080 km y drena una cuenca de 182 000 km².
Nace en las Montañas Rocosas, en la zona del parque nacional de Yellowstone. 
- Datos: Q374772
- Multimedia: Yellowstone River / Q374772